# フレディ・フリーマン
フレデリック・チャールズ・フリーマン（Frederick Charles Freeman, 1989年9月12日 - ）は、アメリカ合衆国・カリフォルニア州ファウンテンバレー出身のプロ野球選手（内野手）。右投左打。MLBのロサンゼルス・ドジャース所属。

## 経歴

### プロ入りとブレーブス時代
2007年のMLBドラフト2巡目（全体78位）でアトランタ・ブレーブスから指名されプロ入り。ちなみに同期が1巡目（全体14位）で指名を受けてプロ入りし、後にロサンゼルス・ドジャースでもチームメートになったジェイソン・ヘイワードである。
2010年はAAA級グウィネット・ブレーブスで打率.319、18本塁打、87打点、OPS.898という成績を残し、9月1日のニューヨーク・メッツ戦でメジャーデビュー。9月21日のフィラデルフィア・フィリーズ戦で、ロイ・ハラデイからメジャー初本塁打を放った。オフには、「ベースボール・アメリカ」誌の有望株ランキングにおいて、ブレーブスの選手ではフリオ・テヘランに次ぐ2位、マイナー全体では17位の評価を受けた。
2011年は、開幕からブレーブスの正一塁手に定着。4月は月間打率.225と不振だったが、5月以降は調子を上げ、7月18日には打点が50に達した。これはブレーブスのルーキーとしては1954年のハンク・アーロンに並ぶ歴代最速タイであった。7月は打率.362、6本塁打、OPS1.033を記録し、ナ・リーグの月間最優秀新人に選ばれた。最終的な打撃成績は、157試合に出場して、打率.282、21本塁打、76打点だった。新人王の投票では、チームメイトのクレイグ・キンブレルに次ぐ2位に入った。
2012年は打率を.259に落としたが、本塁打は前年を上回る23本を記録した。また、得点と打点でも自己ベスト（当時）を更新した。
2013年は、開幕早々に故障者リスト入りして出遅れたが、復帰後は好調を維持。得点圏では非常によく打ち、得点圏打率.443、109打点はいずれもナ・リーグ2位だった。これらの活躍が評価され、シーズン後のMVP投票では5位にランクインした。
2014年2月4日にブレーブスと総額1億3000万ドルの8年契約に合意した。前半戦は調子を維持して2年連続でオールスターゲームにも選出された。後半戦はやや調子を落とし、レギュラー定着後では初めて20本塁打未満に終わったが、全162試合に「3番・一塁手」で出場し、出塁数リーグ1位を記録した。
2015年は、相次ぐ故障に見舞われた為、118試合の出場に留まり、レギュラー定着後では初めて規定打席到達を逃した。打撃面では通算100本塁打を達成したが、打率.276、18本塁打、66打点に終わった。守備では4失策、守備率.996だった。
2016年は6月15日のシンシナティ・レッズ戦でサイクル安打を達成した。オールスターゲームブレイク期間中の7月12日に、悪性のホクロ（皮膚がん）の除去手術を受けた。早期発見のため大事には至らず、故障者リスト入りもしなかった。後半戦の開幕には「3番・一塁手」で先発出場した。9月28日のフィラデルフィア・フィリーズでは2打数1安打を記録し、この年のMLB最長となる30試合連続安打、またジェイソン・ワースに並ぶ46試合連続出塁を記録した。最終的に158試合に出場し、打率.302、34本塁打、91打点とキャリアハイの成績を残した。43二塁打、6三塁打を放って長打数はリーグ1位だった。
2017年はシーズン開幕前の2月8日に第4回ワールド・ベースボール・クラシック（WBC）のカナダ代表に選出された。代表入りに際しては色々とあった（後述）。シーズンでは5月17日のトロント・ブルージェイズ戦でアーロン・ループから死球を受けて左手首を骨折し、その後1ヶ月半（44試合）を欠場した。復帰後は、フリーマンの長期離脱を見据えて移籍してきたマット・アダムスか一塁手を務めた関係で、三塁手に配置転換された。8月2日以降はオジー・アルビーズが正二塁手となり、ブランドン・フィリップスが三塁手にコンバートされたことに伴い、アダムスが左翼手に配置転換され、フリーマンは本来の一塁手としての起用に復帰した。打率.307、28本塁打、71打点などを記録。オフにレーシック手術を受けた。
2018年は4年ぶりのオールスターゲーム及び初の本塁打競争に選出された。最終的に自身2度目の全162試合に出場し、打率.309（リーグ3位）、191安打（同1位）、44二塁打（同1位）、23本塁打、98打点（同9位）を記録。自身5年ぶりとなったポストシーズンでは、ディビジョンシリーズの第3戦で自身初本塁打かつこの試合の決勝本塁打を記録して勝利に貢献したが、その後1勝3敗で敗退した。オフにはゴールドグラブ賞を初めて受賞した。
2019年はオールスターにも出場した。最終的には158試合に出場して、打率.295、38本塁打、121打点（リーグ2位）の成績を残した。この年のディビジョンシリーズで敗退した後、骨棘除去手術を受けた。オフにはシルバースラッガー賞を初受賞した。また、同年から新設されたオールMLBチームのセカンドチーム一塁手に選出された。
2020年はCOVID-19（新型コロタンウイルス感染症）の影響で60試合の短縮シーズンとなり、自身もキャンプ前の検査で陽性反応が示された。他にも陽性だった選手はいたが、高熱や嗅覚喪失の症状に苦しんだのは彼1人だった。それでも開幕には間に合い、全60試合に出場。7月こそ打率.259に留まったが8月中旬より上昇し、9月にはプレイヤー・オブ・ザ・マンスに選ばれた。また、9月4日のワシントン・ナショナルズ戦で自身初の満塁本塁打を打つと、2日後にも記録した。9月9日のマイアミ・マーリンズ戦で通算1500本安打に到達。打率.341（リーグ2位）、13本塁打、53打点（2位）を記録した。得点と二塁打はリーグトップだった。
オフの12月9日にオールMLBチームのファーストチーム一塁手に初選出された。
2021年は7月1日に通算5度目、ファン投票では3度目となるオールスターゲームに選出された。オールスターゲーム前日の7月12日に「4番・一塁手」で先発出場することが発表された。8月18日のマイアミ・マーリンズ戦で2度目のサイクル安打を達成（球団史上9度目・複数回達成は球団史上2人目）。一塁手の複数回達成はMLB史上5人目。この年はチームがワールドシリーズに進出し、ヒューストン・アストロズと対決。11月2日の試合に勝利し、26年ぶり4度目のワールドシリーズ優勝を果たし、自身初めてワールドシリーズ優勝を果たした。

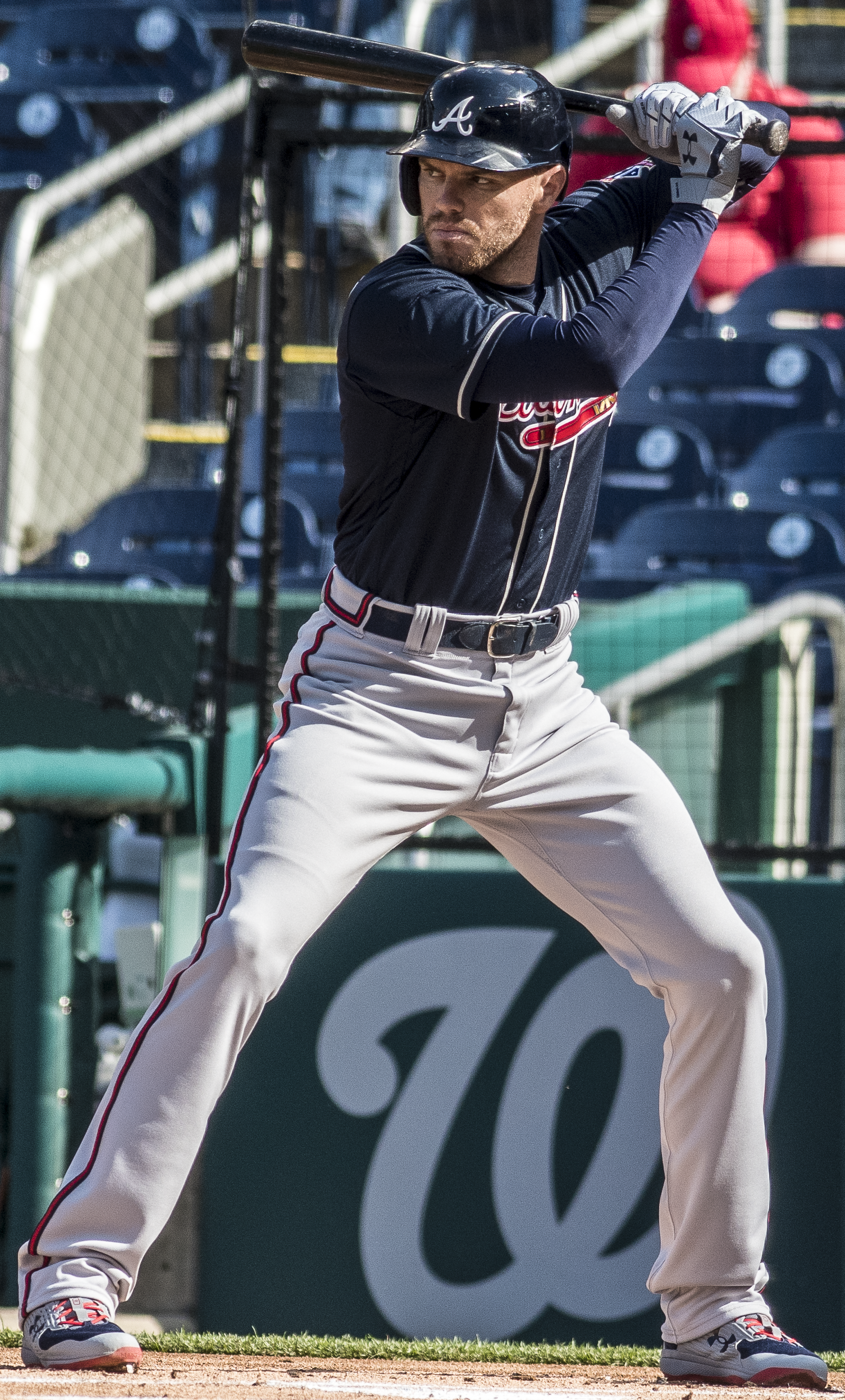
アトランタ・ブレーブス時代（2021年4月6日）

オフの11月3日にFAとなった。11月23日にセカンドチームとしては2年ぶり2度目、通算では3年連続3度となるオールMLBチームの一塁手に選出された。ブレーブス残留を望んでいたが、5年契約を提示したブレーブスに対しフリーマンは6年契約を求め、交渉が難航した。

### ドジャース時代
2022年3月18日にロサンゼルス・ドジャースと6年総額1億6200万ドルの契約を結んだ。背番号はブレーブス時代と同じ5。
同年は移籍初年度から活躍し、両リーグ最多の199安打を記録。また、キャリアハイの13盗塁も記録した。
オフの12月5日には2年連続2度目、通算では4年連続4度となるオールMLBチームの一塁手に選出された。
2023年シーズン開幕前の2月9日に第5回WBCのカナダ代表に選出され、2大会連続2度目の選出を果たした。
シーズンでは開幕をメジャーで迎えた。5月18日のカージナルス戦の6回にヘネシス・カブレラから満塁本塁打を記録し、通算300本塁打を達成した。ドジャースの選手としてデューク・スナイダー、ギル・ホッジス、ゲイリー・シェフィールド、エイドリアン・ゴンザレスに次いで史上5人目、満塁本塁打での通算300本塁打達成はルーベン・シエラに次いで史上2人目だった。また、300本塁打・1000打点を達成しているのはMLB史上144人目だった。6月25日のアストロズ戦でラファエル・モンテロから通算2000本安打を達成した。既に達成している300本塁打と合わせて、通算300本塁打・通算2000本安打を両方達成したMLB史上98人目の選手となった。6月29日に一塁手部門のファン投票で通算4度目、ドジャース移籍後2度目となるオールスターゲームに選出された。最終的に打率.331はリーグ3位、211安打はリーグ2位だった。12月17日には3年連続でオールMLBチームの一塁手に選出された。MVP投票では3位に入った。
2024年3月14日にMLB史上初となる韓国のソウルでサンディエゴ・パドレスと開催する開幕戦に帯同する選手として発表された。3月20日に開幕ロースター入りした。8月31日、大谷翔平の先頭打者本塁打に続き、ムーキー・ベッツと自身も連続で本塁打を放ち、2022年4月以来球団16度目、初回先頭打者からに限れば球団史上初（MLB史上9度目）となる3者連続本塁打となった。
9月下旬に負った右足首の捻挫を押して強行出場。ドジャースの4年ぶりのナショナルリーグ優勝に貢献した。10月25日、本拠地ロサンゼルスでのヤンキースとのワールドシリーズ第1戦の延長10回に、史上初となるワールドシリーズでの逆転サヨナラ満塁本塁打を放ち、チームの勝利に貢献した。続く第2戦でもソロ本塁打を放つと、敵地ニューヨークでの第3戦では初回に先制の2点本塁打を放ち、3試合連続本塁打を記録した。さらに、続く第4戦でも初回に先制の2点本塁打を放った。ブレーブス時代と合わせてWS6試合連続本塁打となり、MLB記録を更新した。最終的にワールドシリーズ5戦に出場し、打率.300、4本塁打、12打点、OPS1.364の成績を残し、ワールドシリーズMVPに輝き、球団4年ぶり8回目となるワールドシリーズ優勝に貢献した。ワールドシリーズ12打点はタイ記録。
2025年は日本で6年ぶりに開催するシカゴ・カブスとの東京ドームでの開幕戦「MLB東京シリーズ」にむけて、13日に訪日選手31人に選ばれ、同日中にドジャースの一員として訪日。3月18日に開幕ロースター入りした。しかし、左脇腹の違和感で開幕2試合は欠場している。開幕戦終了後にはアメリカ合衆国へスプリングトレーニングや本土での公式戦のため戻った。3月27日からMLBは本土での開幕を迎えた。同日に発表されたドジャーススタジアムでの開幕26人ロースターに名を連ねた。帰国後も自宅の浴室で転倒し、試合を欠場。

## 選手としての特徴
2020年にナショナル・リーグのシーズンMVPを受賞。シルバースラッガー賞を3回獲得している。
打撃面ではシーズン30本塁打を3回記録している長打力に加え、リーグ最多二塁打を4回記録するなど二塁打が多い。打率と出塁率が高いのが特徴であり、打率3割を8回記録している。
守備面では2018年にゴールドグラブ賞を受賞している。

## 人物
両親は共にカナダ人であり、フリーマン自身もアメリカ合衆国とカナダの二重国籍である。2人の兄がおり。従姉妹はテニス選手のカーソン・ブランスティーン。
妻はアメリカ合衆国のドラマに出演経験のある女優である。その妻との間に3人の子供がいる。家族はシーズン中はアトランタに住み、オフにはカリフォルニア州に住む。
父親が幼少期にナショナルホッケーリーグ（以下：NHL）のトロント・メープルリーフスの試合を観戦して育った影響で、フリーマンも幼少期は父親に連れられて地元のNHLのアナハイム・ダックスの試合を観戦して育ち、大のホッケーファンになった。また、ロサンゼルス・エンゼルスの大ファンでもあったという。
10歳の時に母親を皮膚がんで亡くしており、それ以来、自身も定期検診を受けてきた。本人曰く「がんの家系」だという。2016年に悪性のホクロが発見され、オールスターゲームの期間中に手術を受けた。手術自体は簡単なもので後半戦にすぐ戦列復帰したが、メディアを通じて皮膚がんの検診を呼びかけた。
前述の通りアメリカ合衆国とカナダの二重国籍のため、ワールド・ベースボール・クラシックにはアメリカ合衆国代表とカナダ代表の両方で代表資格を持っていた。フリーマン自身は長年カナダ代表として参加することを熱望していたが、カナダ代表の一塁手にはジョーイ・ボットとジャスティン・モルノーがいたため様子を見ていた。しかし、亡き母への想いなどからカナダ代表への思いは強まっていた。ブルージェイズ戦でトロントへ遠征した際、当時ブルージェイズに所属していたカナダ人選手であるラッセル・マーティン、カナダ代表コーチのティム・ライパーに相談している。そして、2017年にカナダ代表入りが実現した。

## 詳細情報

### 年度別打撃成績
| 年 度     | 球 団     | 試 合 | 打 席 | 打 数 | 得 点 | 安 打 | 二 塁 打 | 三 塁 打 | 本 塁 打 | 塁 打 | 打 点 | 盗 塁 | 盗 塁 死 | 犠 打 | 犠 飛 | 四 球 | 敬 遠 | 死 球 | 三 振 | 併 殺 打 | 打 率 | 出 塁 率 | 長 打 率 | O P S |
| --------- | --------- | ----- | ----- | ----- | ----- | ----- | -------- | -------- | -------- | ----- | ----- | ----- | -------- | ----- | ----- | ----- | ----- | ----- | ----- | -------- | ----- | -------- | -------- | ----- |
| 2010      | ATL       | 20    | 24    | 24    | 3     | 4     | 1        | 0        | 1        | 8     | 1     | 0     | 0        | 0     | 0     | 0     | 0     | 0     | 8     | 1        | .167  | .167     | .333     | .500  |
| 2011      | ATL       | 157   | 635   | 571   | 67    | 161   | 32       | 0        | 21       | 256   | 76    | 4     | 4        | 0     | 5     | 53    | 3     | 6     | 142   | 15       | .282  | .346     | .448     | .795  |
| 2012      | ATL       | 147   | 620   | 540   | 91    | 140   | 33       | 2        | 23       | 246   | 94    | 2     | 0        | 0     | 9     | 64    | 4     | 7     | 129   | 10       | .259  | .340     | .456     | .796  |
| 2013      | ATL       | 147   | 629   | 551   | 89    | 176   | 27       | 2        | 23       | 276   | 109   | 1     | 0        | 0     | 5     | 66    | 10    | 7     | 121   | 10       | .319  | .396     | .501     | .897  |
| 2014      | ATL       | 162   | 708   | 607   | 93    | 175   | 43       | 4        | 18       | 280   | 78    | 3     | 4        | 0     | 3     | 90    | 4     | 8     | 145   | 18       | .288  | .386     | .461     | .847  |
| 2015      | ATL       | 118   | 481   | 416   | 62    | 115   | 27       | 0        | 18       | 196   | 66    | 3     | 1        | 0     | 2     | 56    | 4     | 7     | 98    | 6        | .276  | .370     | .471     | .841  |
| 2016      | ATL       | 158   | 693   | 589   | 102   | 178   | 43       | 6        | 34       | 335   | 91    | 6     | 1        | 0     | 5     | 89    | 18    | 10    | 171   | 12       | .302  | .400     | .569     | .968  |
| 2017      | ATL       | 117   | 514   | 440   | 84    | 135   | 35       | 2        | 28       | 258   | 71    | 8     | 5        | 0     | 2     | 65    | 14    | 7     | 95    | 9        | .307  | .403     | .586     | .989  |
| 2018      | ATL       | 162   | 707   | 618   | 94    | 191   | 44       | 4        | 23       | 312   | 98    | 10    | 3        | 0     | 6     | 76    | 12    | 7     | 132   | 11       | .309  | .388     | .505     | .892  |
| 2019      | ATL       | 158   | 692   | 597   | 113   | 176   | 34       | 2        | 38       | 328   | 121   | 6     | 3        | 0     | 2     | 87    | 11    | 6     | 127   | 17       | .295  | .389     | .549     | .938  |
| 2020      | ATL       | 60    | 262   | 214   | 51    | 73    | 23       | 1        | 13       | 137   | 53    | 2     | 0        | 0     | 0     | 45    | 7     | 3     | 37    | 6        | .341  | .462     | .640     | 1.102 |
| 2021      | ATL       | 159   | 695   | 600   | 120   | 180   | 25       | 2        | 31       | 302   | 83    | 8     | 3        | 0     | 2     | 85    | 15    | 8     | 107   | 11       | .300  | .393     | .503     | .896  |
| 2022      | LAD       | 159   | 708   | 612   | 117   | 199   | 47       | 2        | 21       | 313   | 100   | 13    | 3        | 0     | 7     | 84    | 12    | 5     | 102   | 6        | .325  | .407     | .511     | .918  |
| 2023      | LAD       | 161   | 730   | 637   | 131   | 211   | 59       | 2        | 29       | 361   | 102   | 23    | 1        | 0     | 5     | 72    | 12    | 16    | 121   | 14       | .331  | .410     | .567     | .977  |
| 2024      | LAD       | 147   | 638   | 542   | 81    | 153   | 35       | 2        | 22       | 258   | 89    | 9     | 2        | 0     | 8     | 78    | 9     | 10    | 100   | 13       | .282  | .378     | .476     | .854  |
| MLB：15年 | MLB：15年 | 2032  | 8736  | 7558  | 1298  | 2267  | 508      | 31       | 343      | 3866  | 1232  | 98    | 30       | 0     | 61    | 1010  | 135   | 107   | 1635  | 159      | .300  | .387     | .512     | .899  |

- 2024年度シーズン終了時
- 各年度の太字はリーグ最高

### 年度別打撃成績所属リーグ内順位
| 年 度 | 年 齢 | リ ｜ グ   | 打 率 | 安 打 | 二 塁 打 | 三 塁 打 | 本 塁 打 | 打 点 | 盗 塁 | 出 塁 率 |
| ----- | ----- | ---------- | ----- | ----- | -------- | -------- | -------- | ----- | ----- | -------- |
| 2010  | 21    | ナ・リーグ | -     | -     | -        | -        | -        | -     | -     | -        |
| 2011  | 22    | ナ・リーグ | -     | -     | -        | -        | -        | -     | -     | -        |
| 2012  | 23    | ナ・リーグ | -     | -     | -        | -        | -        | -     | -     | -        |
| 2013  | 24    | ナ・リーグ | 3位   | 7位   | -        | -        | -        | 2位   | -     | 6位      |
| 2014  | 25    | ナ・リーグ | -     | 8位   | 2位      | -        | -        | -     | -     | 5位      |
| 2015  | 26    | ナ・リーグ | -     | -     | -        | -        | -        | -     | -     | -        |
| 2016  | 27    | ナ・リーグ | -     | 9位   | 2位      | -        | 5位      | -     | -     | 4位      |
| 2017  | 28    | ナ・リーグ | 10位  | -     | 10位     | -        | -        | -     | -     | 7位      |
| 2018  | 29    | ナ・リーグ | 3位   | 1位   | 1位      | -        | -        | 9位   | -     | 7位      |
| 2019  | 30    | ナ・リーグ | -     | 6位   | -        | -        | 7位      | 2位   | -     | 6位      |
| 2020  | 31    | ナ・リーグ | 2位   | 3位   | 1位      | -        | -        | 2位   | -     | 2位      |
| 2021  | 32    | ナ・リーグ | 8位   | 2位   | -        | -        | -        | -     | -     | 3位      |
| 2022  | 33    | ナ・リーグ | 2位   | 1位   | 1位      | -        | -        | 8位   | -     | 1位      |
| 2023  | 34    | ナ・リーグ | 3位   | 2位   | 1位      | -        | -        | -     | -     | 3位      |
| 2024  | 35    | ナ・リーグ | 10位  | -     | 10位     | -        | -        | -     | -     | 3位      |

- -は10位未満（打率は規定打席未到達の場合も-と表記）

### ポストシーズン打撃成績
| 年 度     | 球 団     | シ リ ｜ ズ | 試 合 | 打 席 | 打 数 | 得 点 | 安 打 | 二 塁 打 | 三 塁 打 | 本 塁 打 | 塁 打 | 打 点 | 盗 塁 | 盗 塁 死 | 犠 打 | 犠 飛 | 四 球 | 敬 遠 | 死 球 | 三 振 | 併 殺 打 | 打 率 | 出 塁 率 | 長 打 率 | O P S |
| --------- | --------- | ----------- | ----- | ----- | ----- | ----- | ----- | -------- | -------- | -------- | ----- | ----- | ----- | -------- | ----- | ----- | ----- | ----- | ----- | ----- | -------- | ----- | -------- | -------- | ----- |
| 2012      | ATL       | NLWC        | 1     | 5     | 4     | 0     | 3     | 1        | 0        | 0        | 4     | 0     | 0     | 0        | 0     | 0     | 1     | 0     | 0     | 1     | 0        | .750  | .800     | 1.000    | 1.800 |
| 2013      | ATL       | NLDS        | 4     | 17    | 16    | 4     | 5     | 1        | 0        | 0        | 6     | 0     | 0     | 0        | 0     | 0     | 1     | 0     | 0     | 4     | 0        | .313  | .353     | .375     | .728  |
| 2018      | ATL       | NLDS        | 4     | 17    | 16    | 1     | 4     | 0        | 0        | 1        | 7     | 1     | 0     | 0        | 0     | 0     | 1     | 0     | 0     | 3     | 0        | .250  | .294     | .438     | .732  |
| 2019      | ATL       | NLDS        | 5     | 22    | 20    | 1     | 4     | 1        | 0        | 1        | 8     | 1     | 0     | 0        | 0     | 0     | 1     | 0     | 1     | 6     | 1        | .200  | .273     | .400     | .673  |
| 2020      | ATL       | NLWC        | 2     | 10    | 6     | 1     | 1     | 0        | 0        | 0        | 1     | 1     | 0     | 0        | 0     | 0     | 3     | 1     | 1     | 1     | 0        | .167  | .500     | .167     | .667  |
| 2020      | ATL       | NLDS        | 3     | 14    | 13    | 2     | 2     | 0        | 0        | 0        | 2     | 0     | 0     | 0        | 0     | 0     | 2     | 0     | 0     | 0     | 0        | .167  | .286     | .167     | .453  |
| 2020      | ATL       | NLCS        | 7     | 29    | 25    | 6     | 9     | 3        | 0        | 2        | 18    | 6     | 0     | 0        | 0     | 0     | 3     | 0     | 1     | 5     | 0        | .360  | .448     | .720     | 1.168 |
| 2021      | ATL       | NLDS        | 4     | 17    | 13    | 2     | 4     | 1        | 0        | 1        | 8     | 2     | 0     | 0        | 0     | 0     | 4     | 0     | 0     | 4     | 0        | .308  | .471     | .615     | 1.086 |
| 2021      | ATL       | NLCS        | 6     | 27    | 21    | 4     | 6     | 1        | 0        | 2        | 13    | 4     | 1     | 0        | 0     | 0     | 6     | 1     | 0     | 8     | 1        | .286  | .444     | .619     | 1.063 |
| 2021      | ATL       | WS          | 6     | 25    | 22    | 2     | 7     | 1        | 0        | 2        | 14    | 5     | 0     | 0        | 0     | 1     | 2     | 0     | 0     | 5     | 1        | .318  | .360     | .636     | .996  |
| 2022      | LAD       | NLDS        | 4     | 18    | 14    | 1     | 5     | 3        | 0        | 1        | 11    | 3     | 1     | 0        | 0     | 0     | 3     | 1     | 1     | 4     | 0        | .357  | .500     | .786     | 1.286 |
| 2023      | LAD       | NLDS        | 3     | 12    | 10    | 1     | 1     | 0        | 0        | 0        | 1     | 0     | 0     | 0        | 0     | 0     | 2     | 0     | 0     | 2     | 1        | .100  | .250     | .100     | .350  |
| 2024      | LAD       | NLDS        | 4     | 14    | 14    | 0     | 4     | 0        | 0        | 0        | 4     | 0     | 1     | 0        | 0     | 0     | 0     | 0     | 0     | 2     | 0        | .286  | .286     | .286     | .571  |
| 2024      | LAD       | NLCS        | 4     | 19    | 18    | 1     | 3     | 0        | 0        | 0        | 3     | 1     | 0     | 0        | 0     | 0     | 1     | 0     | 0     | 4     | 0        | .167  | .211     | .167     | .377  |
| 2024      | LAD       | WS          | 5     | 22    | 20    | 5     | 6     | 0        | 1        | 4        | 20    | 12    | 0     | 0        | 0     | 0     | 2     | 0     | 0     | 1     | 0        | .300  | .364     | 1.000    | 1.364 |
| 出場：9回 | 出場：9回 | 出場：9回   | 62    | 268   | 231   | 31    | 64    | 12       | 1        | 14       | 120   | 36    | 3     | 0        | 0     | 1     | 32    | 3     | 4     | 50    | 4        | .277  | .373     | .519     | .893  |

- 2024年度シーズン終了時
- 太字はMVP獲得

### WBCでの打撃成績
| 年 度 | 代 表  | 試 合 | 打 席 | 打 数 | 得 点 | 安 打 | 二 塁 打 | 三 塁 打 | 本 塁 打 | 塁 打 | 打 点 | 盗 塁 | 盗 塁 死 | 犠 飛 | 四 球 | 敬 遠 | 死 球 | 三 振 | 併 殺 打 | 打 率 | 出 塁 率 | 長 打 率 |
| ----- | ------ | ----- | ----- | ----- | ----- | ----- | -------- | -------- | -------- | ----- | ----- | ----- | -------- | ----- | ----- | ----- | ----- | ----- | -------- | ----- | -------- | -------- |
| 2017  | カナダ | 3     | 11    | 11    | 0     | 2     | 0        | 0        | 0        | 2     | 1     | 0     | 0        | 0     | 0     | 0     | 0     | 3     | 0        | .182  | .182     | .182     |
| 2023  | カナダ | 3     | 11    | 10    | 3     | 2     | 0        | 0        | 0        | 2     | 1     | 0     | 0        | 0     | 1     | 0     | 0     | 0     | 0        | .200  | .273     | .200     |

### 年度別守備成績
| 年 度 | 球 団 | 一塁（1B） | 一塁（1B） | 一塁（1B） | 一塁（1B） | 一塁（1B） | 一塁（1B） | 三塁（3B） | 三塁（3B） | 三塁（3B） | 三塁（3B） | 三塁（3B） | 三塁（3B） |
| 年 度 | 球 団 | 試 合      | 刺 殺      | 補 殺      | 失 策      | 併 殺      | 守 備 率   | 試 合      | 刺 殺      | 補 殺      | 失 策      | 併 殺      | 守 備 率   |
| ----- | ----- | ---------- | ---------- | ---------- | ---------- | ---------- | ---------- | ---------- | ---------- | ---------- | ---------- | ---------- | ---------- |
| 2010  | ATL   | 12         | 36         | 5          | 0          | 1          | 1.000      | -          | -          | -          | -          | -          | -          |
| 2011  | ATL   | 156        | 1317       | 92         | 6          | 106        | .996       | -          | -          | -          | -          | -          | -          |
| 2012  | ATL   | 146        | 1295       | 74         | 12         | 122        | .991       | -          | -          | -          | -          | -          | -          |
| 2013  | ATL   | 147        | 1228       | 107        | 10         | 114        | .993       | -          | -          | -          | -          | -          | -          |
| 2014  | ATL   | 162        | 1271       | 116        | 5          | 130        | .996       | -          | -          | -          | -          | -          | -          |
| 2015  | ATL   | 117        | 893        | 63         | 4          | 103        | .996       | -          | -          | -          | -          | -          | -          |
| 2016  | ATL   | 158        | 1305       | 107        | 5          | 116        | .996       | -          | -          | -          | -          | -          | -          |
| 2017  | ATL   | 105        | 829        | 56         | 4          | 72         | .996       | 16         | 13         | 21         | 1          | 1          | .971       |
| 2018  | ATL   | 161        | 1268       | 72         | 7          | 116        | .995       | -          | -          | -          | -          | -          | -          |
| 2019  | ATL   | 158        | 1296       | 63         | 6          | 128        | .996       | -          | -          | -          | -          | -          | -          |
| 2020  | ATL   | 58         | 427        | 32         | 1          | 44         | .998       | -          | -          | -          | -          | -          | -          |
| 2021  | ATL   | 159        | 1252       | 101        | 3          | 95         | .998       | -          | -          | -          | -          | -          | -          |
| 2022  | LAD   | 159        | 1155       | 91         | 5          | 100        | .996       | -          | -          | -          | -          | -          | -          |
| 2023  | LAD   | 161        | 1131       | 128        | 1          | 126        | .999       | -          | -          | -          | -          | -          | -          |
| 2024  | LAD   | 147        | 1022       | 115        | 4          | 93         | .996       | -          | -          | -          | -          | -          | -          |
| MLB   | MLB   | 2006       | 15725      | 1222       | 73         | 1466       | .996       | 16         | 13         | 21         | 1          | 1          | .971       |

- 2024年度シーズン終了時
- 各年度の太字はリーグ最高
- 各年度の太字年はゴールドグラブ賞受賞

### 表彰
- シーズンMVP：1回（2020年）
- ワールドシリーズMVP：1回（2024年）
- シルバースラッガー賞（一塁手部門）：3回（2019年 - 2021年）
- ゴールドグラブ賞（一塁手部門）：1回（2018年）
- ルーキー・オブ・ザ・マンス：1回（2011年7月）
- プレイヤー・オブ・ザ・マンス：3回（2016年9月、2020年9月、2023年5月）
- プレイヤー・オブ・ザ・ウィーク：5回（2012年4月23日、5月7日、2016年6月19日、9月4日、9月25日）
- ハンク・アーロン賞：1回（2020年）
- ベーブ・ルース賞：1回（2021年）
- オールMLBチーム[67]
  - ファーストチーム（一塁手）：2回（2020年、2023年）
  - セカンドチーム（一塁手）：3回（2019年、2021年、2022年）

### 記録
- MLBオールスターゲーム選出：9回（2013年、2014年、2018年、2019年、2021年、2022年、2023年、2024年、2025年）
- サイクル安打：2回（2016年6月15日、2021年8月18日）
- ワールドシリーズ6試合連続本塁打：MLB新記録

### 背番号
- 5（2010年 - ）

### 代表歴
- 2017 ワールド・ベースボール・クラシック・カナダ代表
- 2023 ワールド・ベースボール・クラシック・カナダ代表